# Василенко, Олег Петрович
Оле́г Петро́вич Василе́нко (род. 6 октября 1973, Ставрополь, СССР) — российский футбольный тренер.

## Карьера
Родился в Ставрополе. Учился в местном футбольном интернате УОР «Динамо» Ставрополь, профессиональным футболистом не стал, из-за травмы был вынужден уже в 20 лет начинать тренерскую карьеру. Имеет лицензию PRO-UEFA. Работать начал 1992 году в Ставропольской ДЮСШ № 4 в качестве помощника тренера, одновременно учился в институте. В 1996—2000 годах был тренером в футбольном интернате ставропольского «Динамо». В 2000—2002 тренировал сборную футболистов СГУ. В 2002 году был приглашён в московскую ДЮСШ ЦСКА, где проработал год, в 2005 году, окончив Высшую школу тренеров, стал работать в дубле раменского «Сатурна».
После окончания сезона 2008 был приглашён своим старым знакомым Геннадием Бондаруком в «Жемчужину-Сочи». В сезоне 2009 стал лучшим тренером второго дивизиона и вывел «Жемчужину» в первый дивизион. Однако после ряда неудачных матчей в сезоне 2010 был уволен с поста главного тренера и занимал пост старшего тренера команды. 27 сентября 2010 года вновь был заявлен как главный тренер. 14 декабря 2010 года был назначен главным тренером минского «Динамо», но по итогам первого круга чемпионата был смещён со своего поста за неудовлетворительные результаты. В 2011 году возглавлял молодёжную команду ФК «Краснодар» и входил в тренерский штаб главной команды. 12 января 2012 года Василенко было предложено поработать в ФК «Анжи» в качестве старшего тренера клуба.
В 2013 году был главным тренером ФК «Урал». В ноябре 2013 года после ничьей с «Крыльями Советов» контракт был расторгнут.
С января по июнь 2014 года сотрудничал с тренерским штабом сборной Южной Кореи, собирая информацию о соперниках команды по групповому турниру чемпионата мира-2014 (в числе которых была сборная России) в рамках подготовки к мундиалю.
В 2014 году работал главным тренером в ФК «Сочи», но после ряда неудачных матчей покинул клуб.
В 2016—2018 годах тренировал латвийский клуб РФС и литовский «Тракай», с последним прошёл два квалификационных раунда в Лиге Европы-2017/18, но был уволен за неудовлетворительные результаты в чемпионате Литвы.
В июне 2018 года велись переговоры с воронежским «Факелом» о назначении на должность главного тренера. С сентября по декабрь 2018 года являлся помощником Игоря Ледяхова в калининградской «Балтике». С июня 2019 года — старший тренер в курском «Авангарде». В сентябре 2019 года перед 14-м туром Первенства ФНЛ-2019/20 назначен главным тренером команды, в декабре покинул клуб.
В феврале 2020 года назначен главным тренером «Мордовии». Покинул клуб в августе 2020 года из-за расформирования.
В сентябре 2020 года стал главным тренером воронежского клуба «Факел», который находился в зоне вылета ФНЛ на 17-м месте. Под руководством Василенко «Факел» по итогам сезона-2020/21 занял 9-е место, в сезоне-2021/22 вышел в Премьер-лигу. Покинул пост главного тренера 6 сентября 2022 года, после восьми туров чемпионата РПЛ.
22 марта 2023 года возглавил «Аланию», подписав контракт на полтора года с опцией продления ещё на один год. 22 ноября 2023 года контракт был расторгнут. По словам президента клуба Владимира Гуриева основным фактором стали последние результаты команды, которые не радовали ни болельщиков, ни его. Всего под руководством Василенко «Алания» провела 31 матч: 14 побед, 11 ничьих и 6 поражений. 16 января 2024 года стал главным тренером грузинского клуба «Телави».
28 августа 2024 года возглавил новороссийский «Черноморец», подписав контракт на два года с возможностью продления ещё на год. В сезоне 2024/25 занял с командой третье место в ФНЛ, дающее право участвовать в стыковых матчах за выход в РПЛ. Однако клуб не получил лицензию на потенциальные выступления в Премьер-лиге и не смог сыграть в стыках. В июне 2025 года Василенко покинул клуб.

## Достижения

### Командные
- Победитель второго дивизиона России, зона «Юг»: 2009
- Бронзовый призёр Чемпионата России: 2012/13
- Финалист Кубка России: 2012/13
- Бронзовый призёр чемпионата Литвы: 2017
- Серебряный призёр ФНЛ (выход в премьер-лигу): 2021/2022

### Личные
- Лучший тренер зоны «Юг» второго дивизиона России: 2009
- Лучший тренер сезона ФНЛ: 2021/2022[34]
- Лучший тренер месяца ФНЛ:
  - март 2021 (по версии экспертов Футбольной национальной лиги и по версии болельщиков)[35]
  - ноябрь 2021 (по версии болельщиков)[36]
  - май 2022 (по версии экспертов Футбольной национальной лиги и по версии болельщиков)[37]

## Личная жизнь
Имеет вид на жительство в Финляндии, там же проживают жена и дети.
Супруга — Анна Глазкова — серебряный призёр Олимпийских игр по художественной гимнастике.